# Army of the Pharaohs
Army of the Pharaohs (conosciuti con l'acronimo di A.O.T.P.) è un collettivo hip-hop originario di Filadelfia, nato da un'idea dei Jedi Mind Tricks nel 1998. Fin dall'inizio, Vinnie Paz (voce dei Jedi Mind Tricks) aveva immaginato il gruppo come una collaborazione tra i più grandi nomi della scena underground hip hop della East Coast.

## Storia del gruppo
La formazione originale del gruppo includeva cinque MC: Vinnie Paz, Chief Kamachi, 7L & Esoteric, Virtuoso e Bahamandia, insieme al produttore Stoupe the Enemy of Mankind dei Jedi Mind Tricks e il produttore 7L di 7L & Esoteric. Il gruppo ha debuttato con l'EP “The Five Perfect Exertions” e “War Ensemble” nel 1998. Entrambi i brani successivamente sono stati inclusi nell'album Violent by Design dei Jedi Mind Tricks uscito nel 2000; con “The Five Perfect Exertions” furono remixati in “Exertions Remix”. Il progetto Army of the Pharaohs è stato lasciato da parte mentre la carriera dei Jedi Mind Tricks è decollata.
Il gruppo non si è più riunito fino al 2005, dopodiché sono ritornati sulla scena però senza Virtuoso e Bahamandia. Il gruppo ora era composto da Vinnie Paz, Chief Kamachi, 7L & Esoteric, Outerspace, Apathy, Celph Titled, Reef  the Lost Cause, Des Devious, Faez One, e King Syze. Dopo anni di anticipazione, il gruppo incide il loro primo album, The Torture Papers. È stato pubblicato nel marzo del 2006 dalla Babygrande Records. L'album è stato prodotto dagli affiliati degli Army of the Pharaohs come DC the Midi Alien, Undefined, Beyonder, Loptimist, e un produttore tedesco di nome Shuko. L'album contiene i singoli “Tear It Down” e “Battle Cry”, al primo è stato girato un video musicale, e quest'ultimo è stato un posse cut con nove rapper su dieci del gruppo. L'album ha debuttato nelle top 50 del giornale Billboard, nella sezione “Top Independent Album Chart”, ed è stata la hit nº 42 sulla classifica del giornale Heatseekers. Un seguito non ufficiale dell'album “The Torture Papers” ha cominciato a circolare ben presto su internet chiamato “The Bonus Papers”. Esso includeva brani inediti non pubblicati nell'album.
Il secondo album del gruppo, intitolato “Ritual of Battle”, è stato pubblicato il 25 settembre 2007. Il singolo presente nell'album, “Bloody Tears”, contiene un campione di suoni presi dalla colonna sonora della serie di video games Castlevania. Il gruppo ha aggiunto quattro nuovi membri per l'album: Jus Allah, Doap Nixon, Demoz e King Magnetic. Apathy non ha partecipato all'album Ritual of Battle perché stava lavorando a progetti solisti.
Il 17 maggio 2009, Apathy scrive sul suo blog di Myspace che un nuovo album degli Army of the Pharaohs era completamente finito. L'album venne chiamato “the Unholy Terror” ed è stato pubblicato il 30 marzo 2010. Questo album segna il ritorno di Apathy e l'aggiunta di nuovi membri: Block McCloud e Journalist. Due canzoni, “Godzilla” e “Contra Mantra”, furono pubblicati prima dell'album. Questo album segna anche l'uscita di Chief Kamachi che ha lasciato il gruppo a causa di problemi di business.

## Membri
- Vinnie Paz (in precedenza noto come Ikon the Verbal Hologram) è un rapper Musulmano che vive fuori Filadelfia ed è il principale MC e fondatore del gruppo Jedi Mind Tricks. È nato in una famiglia italo-americana ed è cresciuto come cattolico nella sua città natale di Philadelphia.
- Apathy (in precedenza noto come Apathy The Alien Tongue) è un rapper famoso e freestyler proveniente da Willimantic, CT. Egli è venuto alla ribalta come MC insieme a Celph Titled e Esoteric nella battaglia rap della east costa “The Demigodz”.
- Celph Titled è un rapper cubano-americano e un freestyler situato fuori Tamba Bay, FL. È attivo dalla metà degli anni novanta, ed è conosciuto per il suo lavoro con The Demigodz e con gli Army of the Pharaohs. Pure la sua lunga carriera è stata piena di collaborazioni con i suoi colleghi rapper di Tampa Bay.
- Esoteric è un rapper proveniente da Boston, MA. È l'MC del gruppo rap 7L & Esoteric (comunemente conosciuto come 7LES) ed è un membro fondatore dei Demigodz a lungo con Apathy  e Celph Titled.
- Planetary (in precedenza noto come Planet) è un rapper porto ricano-americano e freestyler proveniente da Filadelfia, PA. È il membro fondatore del duo hip-hop Outerspace.
- Crypt the Warchild è un rapper porto ricano-americano proveniente da Filadelfia, PA. È l'altro membro del duo hip-hop Outerspace.
- King Magnetic è un rapper proveniente da Allentown, PA. È conosciuto per il suo lavoro da solista così come la sua hit “The Sound of Philadelphia” con il suo compagno degli Army of the Pharaohs, Reef The Lost Cauze.
- Reef the Lost Cauze è un rapper underground situato fuori Filadelfia. È un membro del gruppo rap JuJu Mob e ha avuto molto successo nel circuito della battaglia rap nella east coast.

### Apparizioni negli album
| Rapper              | The Torture Papers (2006) | Ritual of Battle (2007) | The Unholy Terror (2010) |
| ------------------- | ------------------------- | ----------------------- | ------------------------ |
| Vinnie Paz          | (SI)                      | (SI)                    | (SI)                     |
| Apathy              | (SI)                      | (NO)                    | (SI)                     |
| Block McCloud       | (NO)                      | (NO)                    | (SI)                     |
| Celph Titled        | (SI)                      | (SI)                    | (SI)                     |
| Crypt the Warchild  | (SI)                      | (SI)                    | (SI)                     |
| Demoz               | (NO)                      | (SI)                    | (SI)                     |
| Doap Nixon          | (NO)                      | (SI)                    | (SI)                     |
| Esoteric            | (SI)                      | (SI)                    | (SI)                     |
| King Magnetic       | (NO)                      | (SI)                    | (SI)                     |
| Jus Allah           | (NO)                      | (SI)                    | (SI)                     |
| King Syze           | (SI)                      | (SI)                    | (SI)                     |
| Journalist          | (NO)                      | (NO)                    | (SI)                     |
| Planetary           | (SI)                      | (SI)                    | (SI)                     |
| Reef the Lost Cauze | (SI)                      | (SI)                    | (SI)                     |
| 7L                  | (SI)                      | (NO)                    | (NO)                     |
| Chief Kamachi       | (SI)                      | (SI)                    | (NO)                     |
| Faez One            | (SI)                      | (NO)                    | (NO)                     |
| Des Devious         | (SI)                      | (SI)                    | (SI)                     |

## Discografia
Album in studio
- 2006 – The Torture Papers
- 2007 – Ritual of Battle
- 2010 – The Unholy Terror
- 2014 – In Death Reborn
- 2014 – Heavy Lies the Crown

EP
- 1998 – The Five Perfect Exertions

Raccolte
- 2003 – Rare Shit, Collabos and Freestyles
- 2011 – Babygrande presents: The Pharaoh Philes

Mixtape
- 2006 – The Bonus Papers
- 2007 – After Torture There's Pain